# Magnox
Il  Magnox  è una lega di magnesio con  piccole quantità di alluminio e altri metalli. Il nome deriva da "magnesium non-oxidising".
La lega veniva impiegata per la realizzazione della camicia esterna delle barre di uranio non arricchito, utilizzate come combustibile nelle centrali nucleari. Lo strato di magnox nelle barre aveva il delicato compito di interporsi tra il refrigerante e il combustibile nucleare, formando una barriera alla corrosione, per evitare la dispersione dei prodotti della fissione nel refrigerante e la conseguente contaminazione radioattiva.
La lega era stata scelta grazie alle caratteristiche di resistenza alla corrosione unite alla bassa sezione d'urto per i neutroni termici, ma aveva due svantaggi principali:
- limitava la temperatura massima raggiungibile nel reattore e quindi l'efficienza termica;
- reagiva chimicamente con l'acqua, impedendo la conservazione per lunghi periodi di tempo delle scorie radioattive (le barre di combustibile usate) in vasche di stoccaggio.

I successivi modelli di reattori, gli AGR, abbandonando come combustibile l'uranio naturale ed impiegando quello arricchito, utilizzano come materiale per la guaina l'acciaio inossidabile.
Nelle centrali di nuova progettazione si preferisce rivestire le barre di uranio in Zircaloy o acciaio.